# Dietrich Wersche

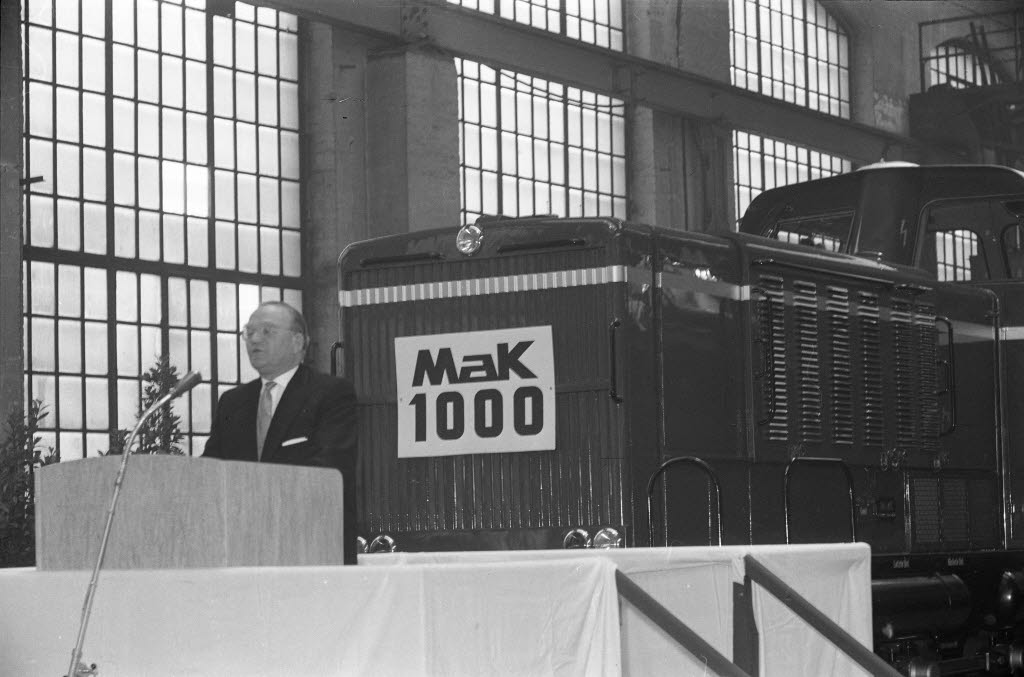
Wersche bei MAK in Kiel (1963)

Dietrich Wersche (* 19. September 1909 in Charlottenburg; † 2. August 1998 in Celle) war ein deutscher Manager, zuletzt Vorstandsvorsitzender der Osthannoverschen Eisenbahnen (OHE).

## Leben
Wersche besuchte das Kaiserin-Augusta-Gymnasium in Charlottenburg. Nach dem Abitur begann er 1927 an der Friedrich-Schiller-Universität Jena Rechtswissenschaft zu studieren. Er wurde im Corps Guestphalia Jena aktiv. Als Inaktiver wechselte er an die Friedrich-Wilhelms-Universität zu Berlin. 1930 bestand er das Referendarexamen. 1931 wurde er zum Dr. iur. promoviert. Er war nach dem Assessorexamen (1934) zunächst bei der Staatsanwaltschaft in Berlin tätig, kam dann aber zum Reichsverband der Automobilindustrie und 1936 zur Deutschen Reichsbahn. Von 1941 bis 1945 diente er im Heer (Wehrmacht), zuletzt als Hauptmann der Reserve. Nach Kriegsende war er zunächst wieder bei der Deutschen Reichsbahn, dann bei der Deutschen Bundesbahn tätig. Als Bundesbahnoberrat schied er 1957 aus. Er ging zu den Osthannoverschen Eisenbahnen in Celle. Bei der damals größten nichtbundeseigenen Eisenbahn in Deutschland wurde er Vorstandsvorsitzender. Daneben war Wersche ab 1963 Vizepräsident der Industrie- und Handelskammer Lüneburg. Er war Handelsrichter, Mitglied des Großen Verkehrsausschusses des Deutschen Industrie- und Handelskammertags und Präsident des Bundesverbandes Deutscher Eisenbahnen.

## Ehrungen
- Verdienstorden der Bundesrepublik Deutschland, Bundesverdienstkreuz 1. Klasse (1970)
- Großes Bundesverdienstkreuz (1974)
- Ehrenpräsident des Bundesverbandes Deutscher Eisenbahnen